# Pete Lovely
Gerard Carlton "Pete" Lovely (11 d'abril del 1926, Livingston, Montana, Estats Units - 15 de maig de 2011) va ser un pilot de curses automobilístiques estatunidenc que va arribar a disputar curses de Fórmula 1.
Va debutar a la primera cursa de la temporada 1959 (la desena temporada de la història) del campionat del món de la Fórmula 1, disputant el 10 de maig del 1959 el GP de Mònaco al Circuit de Montecarlo.
Pete Lovely va participar en un total d'onze proves puntuables pel campionat de la F1, disputats en cinc temporades diferents no consecutives (1959 - 1971) assolí un setè lloc com a millor classificació final en un GP i no aconseguint cap punt pel campionat del món de pilots.

## Resultats a la Fórmula 1
| Any  | Equip                       | Xassís | Motor    | 1       | 2   | 3   | 4   | 5       | 6       | 7      | 8   | 9     | 10      | 11     | 12      | 13  | Posició | Punts |
| ---- | --------------------------- | ------ | -------- | ------- | --- | --- | --- | ------- | ------- | ------ | --- | ----- | ------- | ------ | ------- | --- | ------- | ----- |
| 1959 | Team Lotus                  | Lotus  | Climax   | MON NVQ | 500 | HOL | FRA | GBR     | ALE     | POR    | ITA | USA   |         |        |         |     | -       | 0     |
| 1960 | Fred Armbruster             | Cooper | Ferrari  | ARG     | MON | 500 | HOL | BEL     | FRA     | GBR    | POR | ITA   | USA 11  |        |         |     | -       | 0     |
| 1969 | Pete Lovely Volkswagen Inc. | Lotus  | Cosworth | SUD     | ESP | MON | HOL | FRA     | GBR     | ALE    | ITA | CAN 7 | USA Ret | MEX 9  |         |     | -       | 0     |
| 1970 | Pete Lovely Volkswagen Inc. | Lotus  | Cosworth | SUD     | ESP | MON | BEL | HOL NVQ | FRA NVQ | GBR NC | ALE | AUT   | ITA     | CAN    | USA NVQ | MEX | -       | 0     |
| 1971 | Pete Lovely Volkswagen Inc. | Lotus  | Cosworth | SUD     | ESP | MON | HOL | FRA     | GBR     | ALE    | AUT | ITA   | CAN NC  | USA NC |         |     | -       | 0     |

### Resum
| Curses: | Victòries: | Pòdiums: | Poles: | Voltes ràpides: | Punts: |
| ------- | ---------- | -------- | ------ | --------------- | ------ |
| 11      | 0          | 0        | 0      | 0               | 0      |